# باكو مونتالفو
باكو مونتالفو (بالإسبانية: Paco Montalvo) هو عازف كمان إسباني، ولد في 19 نوفمبر 1992 في قرطبة في إسبانيا.

## وصلات خارجية
- الموقع الرسمي
- باكو مونتالفو على موقع ميوزك برينز (الإنجليزية)